# Tatoueur
 (février 2025).
 (novembre 2024).
 (novembre 2024).
Si vous disposez d'ouvrages ou d'articles de référence ou si vous connaissez des sites web de qualité traitant du thème abordé ici, merci de compléter l'article en donnant les références utiles à sa vérifiabilité et en les liant à la section « Notes et références ».
Un tatoueur ou une tatoueuse est un professionnel du tatouage. Il applique des motifs, des dessins ou des inscriptions de manière permanente sur la peau en utilisant des encres insérées dans le derme Ce métier artistique est également une pratique ancestrale qui s’inscrit dans des traditions culturelles. 

## Formation

### En France
En France, le métier de tatoueur est encadré pour des raisons de santé publique. Depuis 2008, les tatoueurs doivent :
- Suivre une formation à l’hygiène et à la salubrité, d’une durée minimale de 21 heures, dispensée par des organismes agréés[1]. Cette formation vise à prévenir les risques de contamination, notamment ceux liés à l’hépatite ou au VIH.
- Déclarer leur activité auprès de l’Agence régionale de santé (ARS) de leur lieu de résidence[2].

Le nombre de tatoueurs en France est estimé à 15 000.

## Outils
- Dermographe : Un dermographe est une machine pour faire des tatouages.
- Aiguilles ;
- Stérilisateur : un stérilisateur est un instrument de médecine qui permet de stériliser les outils et accessoires de travail.